# Opigena
Opigena är ett släkte av fjärilar som beskrevs av Jean Baptiste Boisduval 1840. Opigena ingår i familjen nattflyn, Noctuidae. 

## Dottertaxa tillOpigena, i alfabetisk ordning[1][2]
- Opigena polygona Denis & Schiffermüller, 1775*, Vinkeljordfly
  - Opigena polygona chersotimorpha Ronkay & Varga, 1985

*När källorna visat olika har Artfakta fått företräde.